# Lehovo
Lehovo (în greacă Λέχοβο) este un sat în Prefectura Florina, regiunea Macedonia de Vest, Grecia.